# Gubik Mira
Gubik Mira (Zimony, 1930. augusztus 2. – Újvidék, 2005. október 12.) az ötvenes-hatvanas évek népszerű énekes előadója volt Jugoszláviában. Repertoárján táncdalok és magyarnóták szerepeltek. Dalait az Újvidéki Rádió sugározta magyar és szerb nyelven egyaránt. Neve művésznév; születési neve Mirjana Lehrer.

## Életrajza
Születése után röviddel Újvidékre költözött szüleivel együtt, a városnak a Telep nevű részében laktak. Zeneiskolai tanulmányait is ott végezte. Már a negyvenes években sportolni kezdett az Egység Sportegyesületben, amely 1945 és 1968 között működött. Valójában kosárlabdázni szeretett volna, de végül a szertornánál kötött ki. Gerendagykorlatáról 1950-ben számolt be a sajtó, ekkor még eredeti nevén.
A versenyekhez kapcsolódó rendezvényeken énekelt is, erre hamarosan felfigyelt az Újvidéki Rádió. Pályája ekkor óriási változáson ment át. Akkoriban a Vajdaság gyakorlatilag kétoldalú kétnyelvű terület volt. Énekelt éppúgy a magyar színházban, mint a Szerb Nemzeti színházban; férje szerb nemzetiségű volt, az Újvidéki Rádió hangmérnöke, Stanislav Stepanović. Asszonynevét kétféleképpen láthatjuk: Sztepanovicsné Gubik Mira és Мирјана Степановић (valójában ez a hivatalos). Jugoszlávia volt környezetünkben az egyetlen ország, ahol magyar formában használhatták a nők az asszonynevüket. Nem tévesztendő össze kollégájával, Mirjana Borossal.

## Ismertsége
Az Újvidéki Rádió egy 500 W-os adóval kezdett sugározni 1949 november 29-én 201 méteren szerbhorvát, magyar, szlovák, román és ruszin nyelven, amelyet csak a Vajdaság és a Szerémség egyes területein lehetett hallgatni. Ezt váltotta egy Westinghouse gyártmányú adó 1954 február 1-jén 100 kW teljesítménnyel egy 120 méteres adótorony tetején a 236,6 méteres hullámhosszon (1268 kHz), ez már Magyarországon is fogható volt. A szovjet hatóságok erre az adóra beállítottak volna egy zavaróadót, ám Sztálin halála után ez már érdektelenné vált. Így ettől kezdve az adás Magyarországon is hallható volt, benne Gubik Mira dalaival a Muzsikaszó, jókívánság időpontjában (hasonlóan a magyarországi Szív küldi szívesen műsorához). Ekkor robbant be a köztudatba ő is annyira, hogy például a Bolyongok a város peremén című dalát Magyarországon is lemezre vették Záray Márta előadásában.
Gubik Mira lemezeit a Jugoton adta ki, például ezt a dalt Németh P. István (IPI névazonosító 00022191227) szövegével C-6525 lajstromszám alatt Aleksanar Nećak zenekarának kíséretével. Sőt, még a Jugoszláv Rádió is adott ki hanglemezeket Gubik Mira előadásában (Radio-Televizija Beograd, később PGP RTB).

## Családja
Családjáról gyászjelentésből tudunk meg legtöbbet. Férje Stanislav Stepanović. Három lánya született Jelisabeta, Jovanka, Dragana.